# دومينيك ديل روزاريو
دومينيك ديل روزاريو (بالإنجليزية: Dominic del Rosario)‏ (14 نوفمبر 1996 بسيدني في أستراليا - ) هو لاعب كرة قدم أسترالي في مركز الوسط. شارك مع منتخب الفلبين تحت 21 سنة لكرة القدم ومنتخب الفلبين لكرة القدم. أما مع النوادي، فقد لعب مع نادي كايا وJPV Marikina F.C. ‏.

## وصلات خارجية
- دومينيك ديل روزاريو على موقع قاعدة بيانات كرة القدم.إي يو (الإنجليزية)